# Kermaria-Sulard
 Kermaria-Sulard  (en bretón Kervaria-Sular) es una población y comuna francesa, situada en la región de Bretaña, departamento de Côtes-d'Armor, en el distrito de Lannion y cantón de Perros-Guirec.

## Demografía
| 537 | 478 | 460 | 632 | 648 | 745 | 911 |
| Para los censos de 1962 a 1999 la población legal corresponde a la población sin duplicidades (Fuente: INSEE [Consultar]) |     |     |     |     |     |     |